# Mimidae
Los mímidos (Mimidae) son una familia de aves paseriformes caracterizados por tener una longitud que oscila entre los 20 y los 30 cm, el plumaje por lo general gris o pardo, cola larga en todos los casos y que construyen nidos en forma de cáliz. Se los conoce con el nombre de sinsontes o burlones. Todos ellos habitan en América, desde Canadá hasta Argentina y Chile, generalmente en zonas de monte o matorral; se alimentan en el suelo o cerca de él a base de insectos y otros invertebrados, frutos y semillas.
Esta familia tiene unas treinta y cinco especies agrupadas en dos géneros importantes (Mimus y Toxostoma) y unos diez más pequeños. Como su nombre lo indica, son aves capaces de imitar el sonido de otras aves y demás sonidos del entorno, tales como las notas de un piano, ladridos de perros y sirenas.
Contrariamente a lo que se cree, no fueron los pinzones los que inspiraron a Darwin en el desarrollo de su teoría de la evolución de las especies, sino los sinsontes del género Nesomimus.

## Taxonomía
Género Donacobius
- Donacobius atricapilla – angú, cucarachero de laguna, pirirasoy, ratona de capa negra o sinsonte negro

Género Dumetella
- Dumetella carolinensis – pájaro gato gris o sinsonte maullador

Género Melanoptila
- Melanoptila glabrirostris – pájaro gato negro o sinsonte negro

Género Mimus
- Mimus polyglottos – cenzontle o sinsonte norteño
- Mimus gilvus – sinsonte tropical
- Mimus gundlachii – sinsonte de las Bahamas
- Mimus longicaudatus sinsonte colilargo
- Mimus thenca – sinsonte tenca o chileno
- Mimus patagonicus – sinsonte patagón
- Mimus saturninus – sinsonte calandria
- Mimus triurus – sinsonte trescolas
- Mimus dorsalis – sinsonte castaño

Género Nesomimus
- Nesomimus parvulus – sinsonte de Galápagos
- Nesomimus trifasciatus – sinsonte de Floreana
- Nesomimus macdonaldi – sinsonte de Española
- Nesomimus melanotis – sinsonte de San Cristóbal

Género Oreoscoptes
- Oreoscoptes montanus – cuitlacoche de las artemisas

Género Toxostoma
- Toxostoma rufum – cuitlacoche rojizo
- Toxostoma longirostre – cuitlacoche piquilargo
- Toxostoma guttatum – cuitlacoche o cenzontle de Cozumel
- Toxostoma bendirei – cuitlacoche piquicorto
- Toxostoma cinereum – cuitlacoche ceniciento
- Toxostoma curvirostre – cuitlacoche piquicurvo
- Toxostoma ocellatum- cuitlacoche ocelado
- Toxostoma lecontei – cuitlacoche pálido
- Toxostoma redivivum – cuitlacoche californiano
- Toxostoma crissale – cuitlacoche culirrojo

Género Ramphocinclus
- Ramphocinclus brachyurus – cuitlacoche pechiblanco o temblador de pecho blanco

Género Melanotis
- Melanotis caerulescens – sinsonte azul, mulato azul o mimo azul
- Melanotis hypoleucus – sinsonte matorralejo o mulato pechiblanco

Género Margarops
- Margarops fuscatus – cuitlacoche chucho o azotador de ojos perlados

Género Cinclocerthia
- Cinclocerthia ruficauda – cocobino pardo
- Cinclocerthia gutturalis – cocobino gris

Género Allenia
- Allenia fusca – azotador de pecho escamoso o cuitlacoche oscuro

Género Mimodes
- Mimodes graysoni – cenzontle o sinsonte de Socorro